# 汉尼巴尔·哈姆林
汉尼巴尔·哈姆林（英語： 1809年8月27日—1891年7月4日）是美国内战时期美国总统亚伯拉罕·林肯政府中的第15任美国副总统。他是首位担任副总统的共和党人。当选副总统前，哈姆林曾担任众议员和参议员及缅因州州长。